# Крістіна Гаверкамп
Крістіна Гаверкамп (нім. Christina Haverkamp; 6 вересня 1958 — Нордгорн, Нижня Саксонія, Німеччина) — німкеня, вчителька математики та вітрильного спорту. Громадська діячка, еколог, бореться за дотримання прав групи споріднених індіанських племен, що проживають в джунглях на півночі Бразилії та півдні Венесуели — яномама. Засновниця фонду Yanomami-Hilfe e.V.

## Життєпис
У 1990 році Крістіна Гаверкам вперше вирушила до Бразилії, де дізнавшись про нелегку долю місцевого племені яномама, вирішила присвятити своє подальше життя боротьбі за права та виживання цього племені. З того часу Гаверкам щороку організовує експедиції й проживає тривалий час разом із плем'ям. У 1991 році вона познайомилася з німецьким борцем за права людини, активістом та засновником організацій «Freunde der Naturvölker», «Rettet den Regenwald» — Рюдіґером Нехбергом. Разом з ним вона в 1992 році перетнула Атлантичний океан на саморобному бамбуковому плоті. Своїм вчинком вони намагалися привернути увагу до незаконних дій бразильської влади, що своїми вчинками створює загрозу існуванню племені яномама.
Разом з іншою активісткою, француженкою Ганною Баллестер, вони привертають суспільну увагу до проблем з якими стикаються у повсякденному житті яномама. Серед іншого вони виділяють наступні проблеми: дослідники бразильських тропічних лісів приносять з собою непритаманні цій місцевості хвороби, а також залишають токсини; добувачі золота під час своєї діяльності використовують ртуть, що руйнує довкілля басейну Амазонки, а отруйні випари повертаються у вигляді дощових опадів. В останні роки завдяки діяльності Гаверкам було побудовано три заклади охорони здоров'я та чотири школи для племені яномама. Це стало можливим завдяки пожертвуванням, а також навколосвітніх лекційних турів Гаверкамп.
Під час своєї діяльності Крістіна Гаверкамп постійно наражається на супротив з боку представників влади Бразилії. Наприклад, під час будівництва другого лазарету для надання допомоги яномама, що потерпають від малярії, вона була заарештована за формальними звинуваченнями. Масові демонстрації яномама та широкий інформаційний розголос допомогли добитися її визволення.
Крістіна Гаверкамп володіє п'ятьма мовами (англійською, німецькою, іспанською, португальською, французькою, а також деякою мірою мовою яномама), на яких читає лекції в багатьох країнах світу.